# Edig
La Edig è stata una casa discografica italiana.

## Storia
La Edig nacque nel 1960 su iniziativa del violinista e compositore Angelo Galletti, dal 1946 titolare delle edizioni musicali Galletti Boston, attive in Emilia-Romagna nell'ambito del liscio. Galletti decise di entrare nel mondo discografico e fondò quindi dapprima la Edig e poi, qualche anno dopo, la Boston.
Tra gli artisti che incisero per l'etichetta i più noti furono Giorgio Consolini, Emanuela Cortesi, Maria Doris, Silvano Silvi e il gruppo riminese dei G.Men, con cui la Edig partecipò al festival di Sanremo 1975 con il brano Oggi.
Per la distribuzione l'etichetta si appoggiò all'RCA Italiana.
Nel 1997 la Giallo Records pubblicò il cd The best of Edig, raccogliendo le incisioni di alcuni artisti dell'etichetta.

## Dischi
La datazione qui riportata si basa sull'etichetta del disco o sulla copertina; qualora nessuno di questi elementi abbia una datazione, è basata sulla numerazione del catalogo; talora è, infine, basata sul codice della matrice di stampa. Se esistenti, sono riportati, oltre all'anno, il mese e il giorno (quest'ultimo dato si trova, a volte, stampato sul vinile).

### 33 giri
| Numero di catalogo | Anno         | Interprete                | Titoli                                                        |
| ------------------ | ------------ | ------------------------- | ------------------------------------------------------------- |
| BEM 001            | 196?         | E.Siroli                  | I sonetti romagnoli di Stecchetti                             |
| BEM 002            | 196?         | E.Siroli                  | Stecchetti - Spallacci - Sbolenfi                             |
| GELP 001           | 196?         | Teatro Documento Italiano | 100 Anni di Romagna (prosa, canzoni, ballate e testimonianze) |
| ZSKE 55073         | 1972         | Castellina-Pasi           | Castellina-Pasi - Vol.1                                       |
| ZSKE 55074         | 1972         | Castellina-Pasi           | Castellina-Pasi - Vol.2                                       |
| ZSKE 55075         | 1972         | Castellina-Pasi           | Castellina-Pasi - Vol.3                                       |
| ZSKE 55093         | 1972         | Castellina-Pasi           | Castellina-Pasi - Vol.4                                       |
| ZSKE 55123         | 1972         | Castellina-Pasi           | Castellina-Pasi - Vol.5                                       |
| ZSKE 55135         | 1973         | Castellina-Pasi           | Castellina-Pasi - Vol.6                                       |
| ZSKE 55370         | 1973         | Castellina-Pasi           | 12 Tanghi                                                     |
| ZSKE 55371         | 1973         | Castellina-Pasi           | Castellina-Pasi - Vol.7                                       |
| ZSKE 55372         | 1973         | Castellina-Pasi           | Castellina-Pasi - Vol.8                                       |
| ZSKE 55373         | 1973         | G.Men                     | In fondo agli occhi tuoi                                      |
| ZSKE 55374         | 1974         | Castellina-Pasi           | Castellina-Pasi - Vol.9                                       |
| ZSKE 55375         | 1974         | Castellina-Pasi           | Castellina-Pasi - Vol.10                                      |
| ZSKE 55376         | Ottobre 1974 | Maria Doris               | Canzoni per tutte le età                                      |
| ZSKE 55377         | 1974         | G.Men                     | G.Men                                                         |
| ZSKE 55378         | 1975         | Castellina-Pasi           | Castellina-Pasi - Vol.11                                      |
| ZSKE 55379         | 1975         | Peter Jones               | Peter Jones - (Road show)                                     |
| ZSKE 55380         | 1975         | G.Men                     | Oggi                                                          |
| ZSKE 55381         | 1975         | Castellina-Pasi           | Dalla Romagna con allegria                                    |
| ZSKE 55382         | 1975         | Castellina-Pasi           | Castellina-Pasi - Vol.12                                      |
| ZSKE 55383         | 1976         | Franco Bagutti            | Ricordo di casa mia                                           |
| ZSKE 55384         | 1976         | Giorgio Consolini         | Un grande interprete della canzone italiana                   |
| ZSKE 55385         | 1977         | Franco Bagutti            | Nostalgia di mare                                             |
| ZSKE 55386         | 1977         | Giorgio Consolini         | Giorgio Consolini                                             |
| ZSKE 55387         | 1977         | Pino Turone               | Time of the world                                             |
| ZSKE 55389         | 1979         | Franco Bagutti            | Sognando e ballando                                           |
| ZSKE 55390         | 1979         | Giorgio Consolini         | Giorgio Consolini                                             |
| ZSKE 55391         | 1979         | Franco Bagutti            | Luna d'estate - Franco Bagutti Vol.4                          |
| ZSKE 55392         | 1980         | Franco Bagutti            | Io ho bisogno del mare - Franco Bagutti Vol.5                 |
| ZSKE 55393         | 1980         | Giorgio Consolini         | Le nuove canzoni sentimentali                                 |
| ZSKE 55394         | 1981         | Franco Bagutti            | Coccobello - Franco Bagutti Vol.6                             |
| ZSKE 55395         | 1981         | Giorgio Consolini         | Chitarra vagabonda                                            |
| ZSKE 55396         | 1982         | Franco Bagutti            | Canzone antica - Franco Bagutti Vol.7                         |
| ZSKE 55397         | 1983         | Franco Bagutti            | Franco Bagutti Vol.8                                          |
| ZSKE 55398         | 1984         | Orchestra Ruspa           | E la strada continua - Vol.1                                  |
| ZSKE 55399         | 1984         | Franco Bagutti            | Il soldato - Franco Bagutti Vol.9                             |

### 45 giri
| Numero di catalogo | Anno | Interprete                                             | Titoli                                             |
| ------------------ | ---- | ------------------------------------------------------ | -------------------------------------------------- |
| GA 8428            | 1964 | Piero Benetti                                          | Polvere twist/Chi accende le stelle                |
| GA 8429            | 1964 | Castellina e il suo complesso                          | Viva il carnevale/No es pecado                     |
| GA 8431            | 1964 | Piero Benetti                                          | Hully-gully del cowboy/Domani non mi aspettare     |
| GA 8432            | 1964 | Castellina e il suo complesso                          | Capricciosa/Oriental tango                         |
| GA 8433            | 1964 | Castellina e il suo complesso                          | Erbitter/No lagrimar                               |
| GA 8434            | 1964 | Piero Benetti                                          | Gli altri/Sei parte di me                          |
| GA 8435            | 1964 | Complesso Castellina-Pasi                              | Melodioso/Rose bianche                             |
| GA 8438            | 1964 | Frediana                                               | La mano nella mano/Silenzio                        |
| GA 8444            | 1965 | The Batmans                                            | Promenade/The pony express                         |
| GA 8446            | 1965 | Blackmans                                              | Crazy twist/T'ho vista partir                      |
| GA 8448            | 1965 | Piero Benetti                                          | Ti credo ancora/La valigia                         |
| GA 8449            | 1965 | Edgardo Gelli                                          | Io sono come loro/Mio vecchio sax                  |
| GA 8451            | 1966 | Silvano Silvi & gli Erranti                            | T'amerò (fino alla fine del mondo)/Scrivi ti prego |
| GA 8453            | 1966 | Piero Benetti                                          | Watch your step/Quelli che hanno sempre ragione    |
| GA 8454            | 1966 | Blackmen                                               | Arrivata sei da me/Si è lei                        |
| GA 8456            | 1966 | Blackmen                                               | L'urlo negro/Nessuno pensa a me                    |
| GA 8458            | 1967 | Anna Minuzzi                                           | Mia/Tu                                             |
| GA 8459            | 1967 | Carlo Zini                                             | Stasera non mi butterò/Noi, noi!                   |
| GA 8460            | 1967 | Sergio                                                 | La strada/Arriva dicembre                          |
| GA 8461            | 1967 | Blackmen                                               | A Milano/Spacco tutto                              |
| GA 8463            | 1968 | Sergio                                                 | Jezabel/Diritto di vivere                          |
| GA 8464            | 1967 | Carlo Zimi                                             | Se tornerai/Cape Town/Un mondo di felicità         |
| GA 8465            | 1967 | Silvano Silvi & gli Erranti                            | Qualunque cosa succeda/Io sono l'ultimo            |
| GA 8466            | 1968 | Under 21                                               | Pensiero/Lalis                                     |
| GA 8467            | 1968 | Blackmen                                               | Anna/Il vagabondo                                  |
| GA 8468            | 1968 | Canterini Romagnoli di Ravenna                         | Dmenga a Cesena/La vostra rosa                     |
| GA 8469            | 1968 | Canterini Romagnoli di Ravenna                         | La canta de' bon ann/Cun la prema stela            |
| GA 8470            | 1968 | Canterini Romagnoli di Ravenna                         | L'anello/A viol                                    |
| GA 8471            | 1968 | Canterini Romagnoli di Ravenna                         | Sirineda dl'ann nov/Rumagnola                      |
| GA 8472            | 1968 | Canterini Romagnoli di Ravenna                         | Gli scariolanti/L'ajbệda (l'albata)                |
| GB 0051            | 1969 | Enzo D'Ellis                                           | Blogna la grassa/Madonnina di san Luca             |
| GB 0068            | 1969 | Castellina Pasi                                        | E' mezzogiorno/La Peppina                          |
| GB 0071            | 1969 | Castellina Pasi                                        | Allegra fisarmonica/Radio Paris                    |
| GB 0075            | 1969 | Emanuela Cortesi (sul lato A)/Nadia Bissi (sul lato B) | La mia nonnina/La bambolina                        |
| GB 0080            | 1970 | Castellina Pasi                                        | Torna Pedro/Il resto del clarino                   |
| GB 0091            | 1971 | Castellina Pasi                                        | Arriva la banda/Irene                              |
| ZE 50286           | 1975 | G.Men                                                  | Oggi/Riflessioni                                   |
| ZE 50287           | 1975 | Lorena                                                 | Non ti accorgi che esisto/Sei in qualche bar       |
| ZE 50288           | 1975 | G.Men                                                  | Qualcosa è rimasto/Tramonto                        |
| ZBE 7331           | 1983 | Luna                                                   | Vieni alla mia festa/Pianeti                       |